# Biserica de lemn din Căinelu de Jos

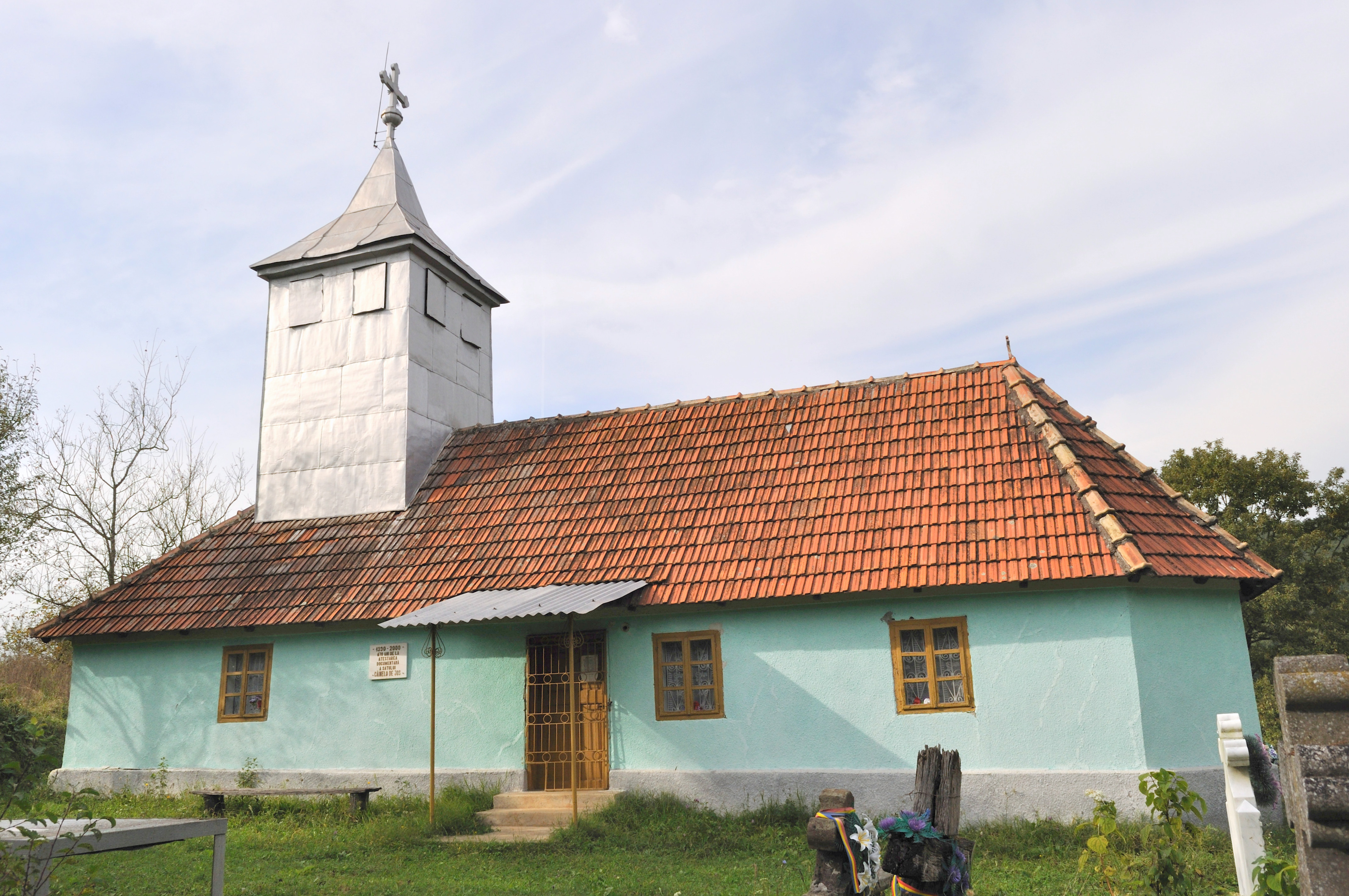
Biserica de lemn „Intrarea în Biserică a Maicii Domnului” din Căinelu de Jos, județul Hunedoara, foto: septembrie, 2010.

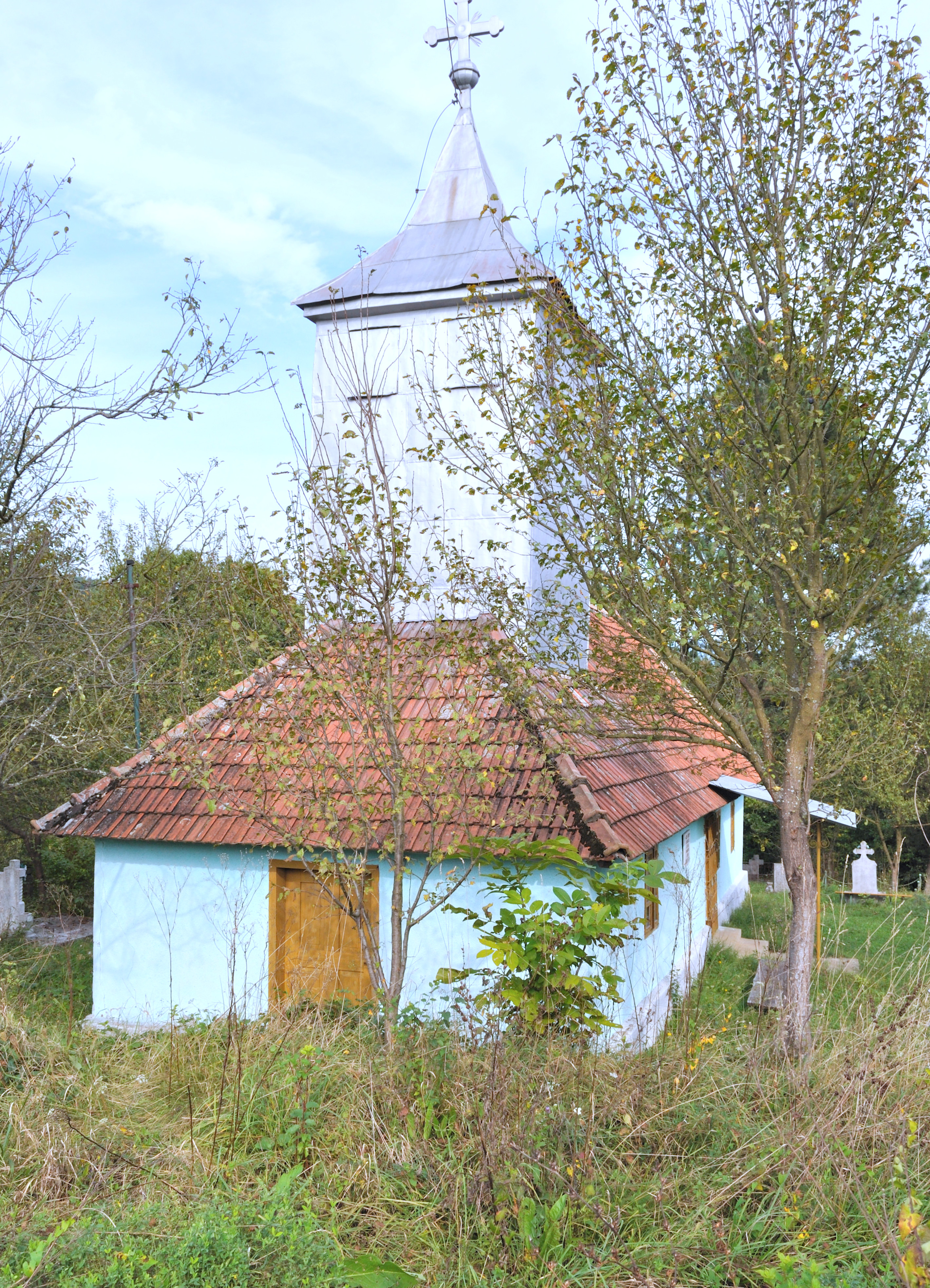
Biserica (vest)

Biserica de lemn din satul Căinelu de Jos, comuna Șoimuș, județul Hunedoara,a fost construită în secolul XVIII. Are hramul „Intrarea în Biserică a Maicii Domnului”. Nu figurează pe lista nouă a monumentelor istorice.

## Istoric și trăsături
Satul Căinelu de Jos este situat în partea de vest a comunei Șoimuș. Vestigii preistorice (un topor de piatră șlefuită) și vestigii romane (monede si așezări minerești) atestă vechimea acestei localități. Prima atestare documentară datează din 1330. Asezarea este de tip înșiruit, majoritatea celor 76 de case aflându-se de-a lungul DN 76 Deva – Brad. Satul numără 154 de locuitori.
Biserica de lemn din Căinelu de Jos a fost construită, conform tradiției orale, în secolul XVIII. Construită din bârne masive de lemn, biserica, în urma numeroaselor modificări, are în prezent acoperișul din țiglă, turnul învelit în tablă și este tencuită în exterior. În urma unor astfel de lucrări de „reparații”, în anul 1937 pictura parietală a fost acoperită cu un strat de var. Nu are uși împărătești și diaconești, dar are un patrimoniu mobil format din icoane și cărți bisericești vechi.

## Galerie de imagini

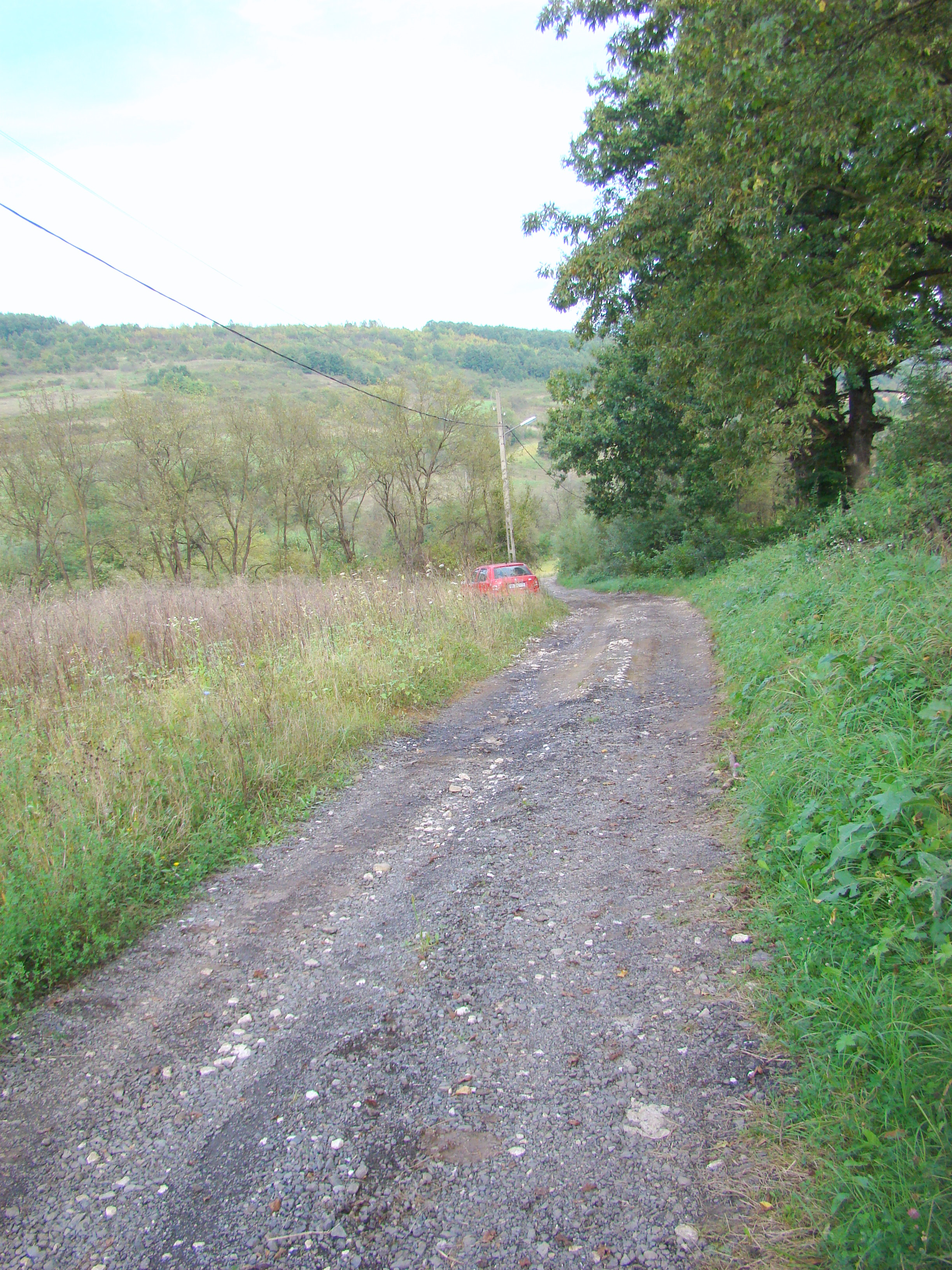
Drumul spre biserică
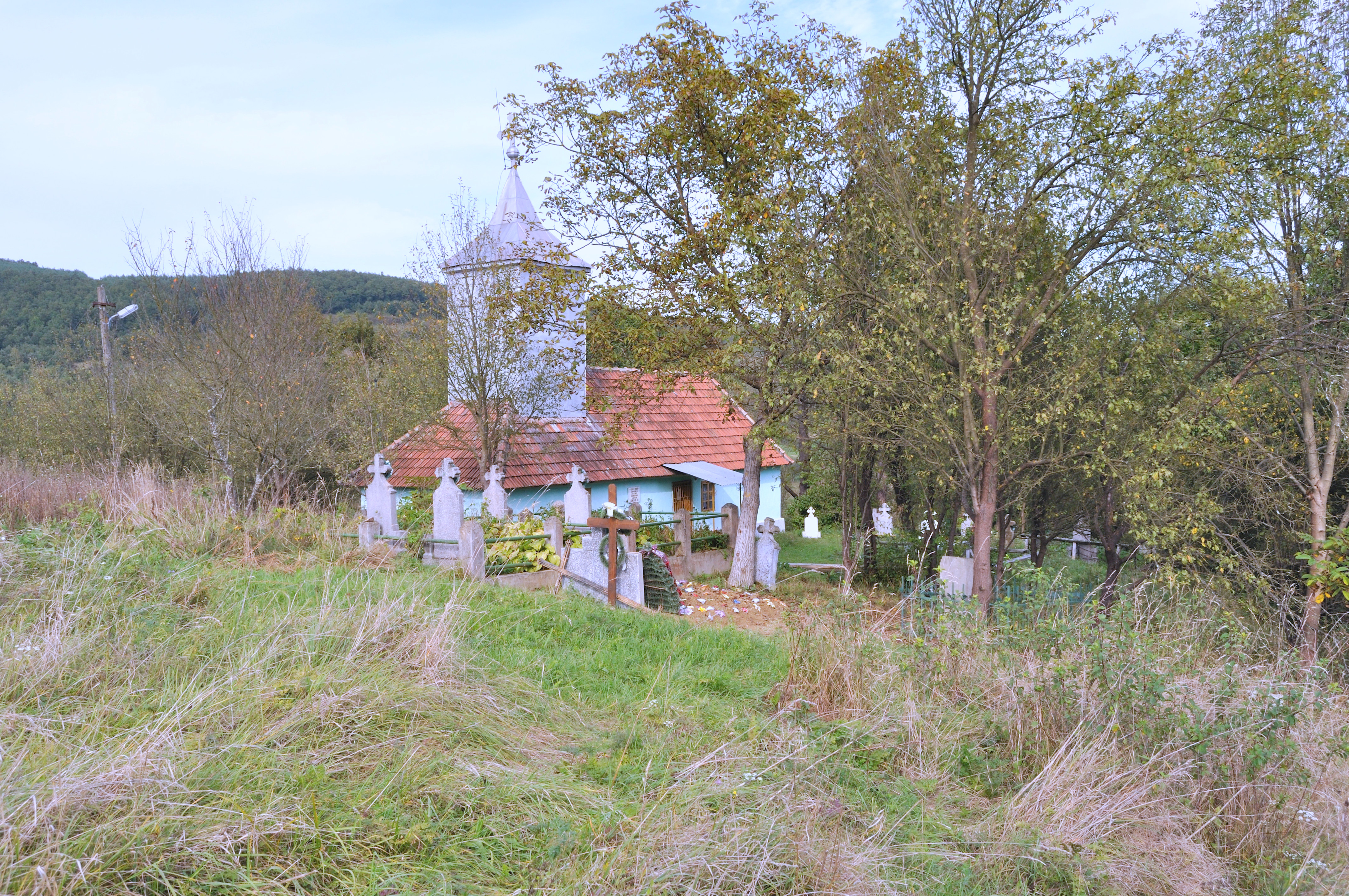
Biserica (vest)
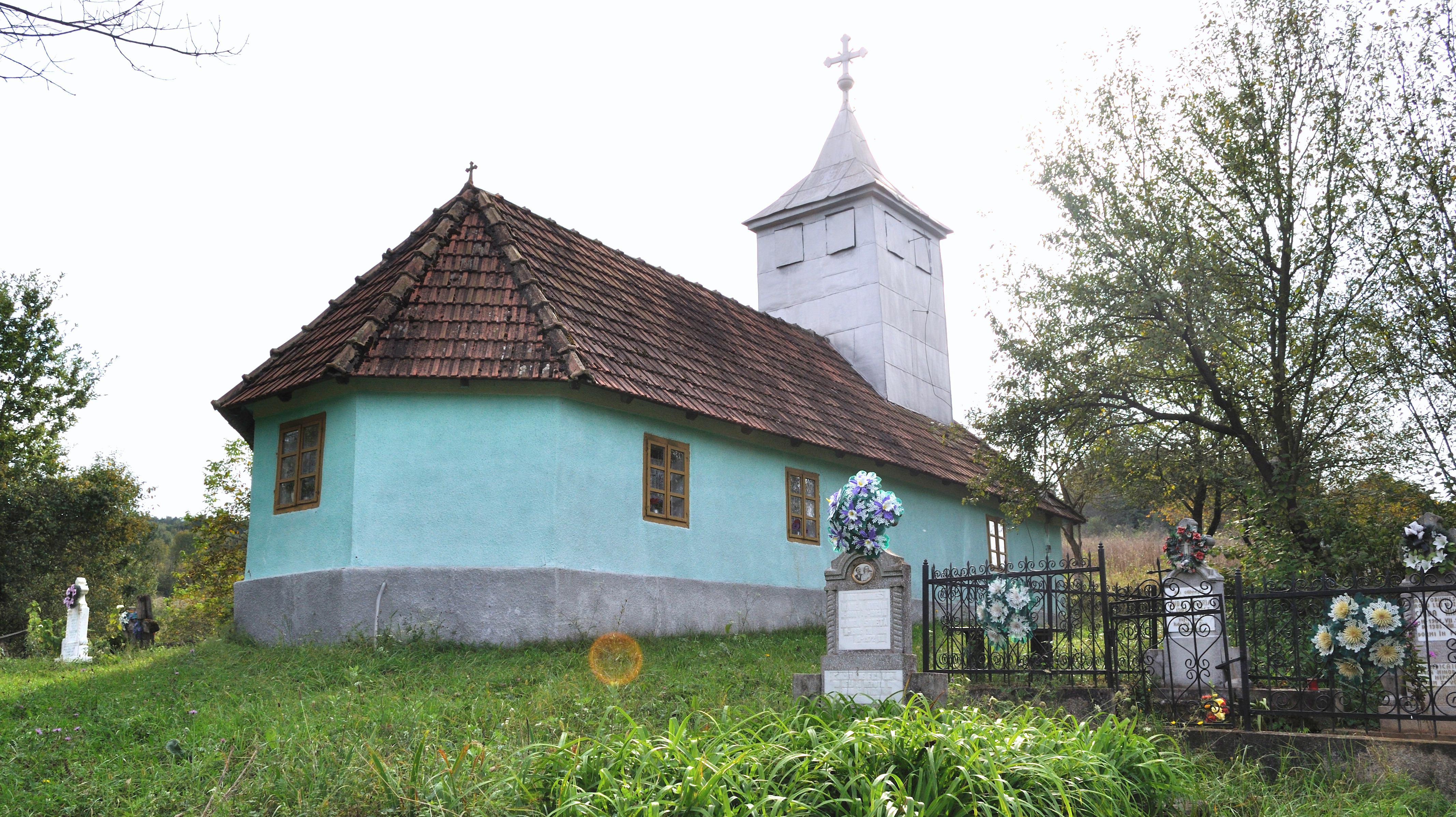
Biserica (nord-est)
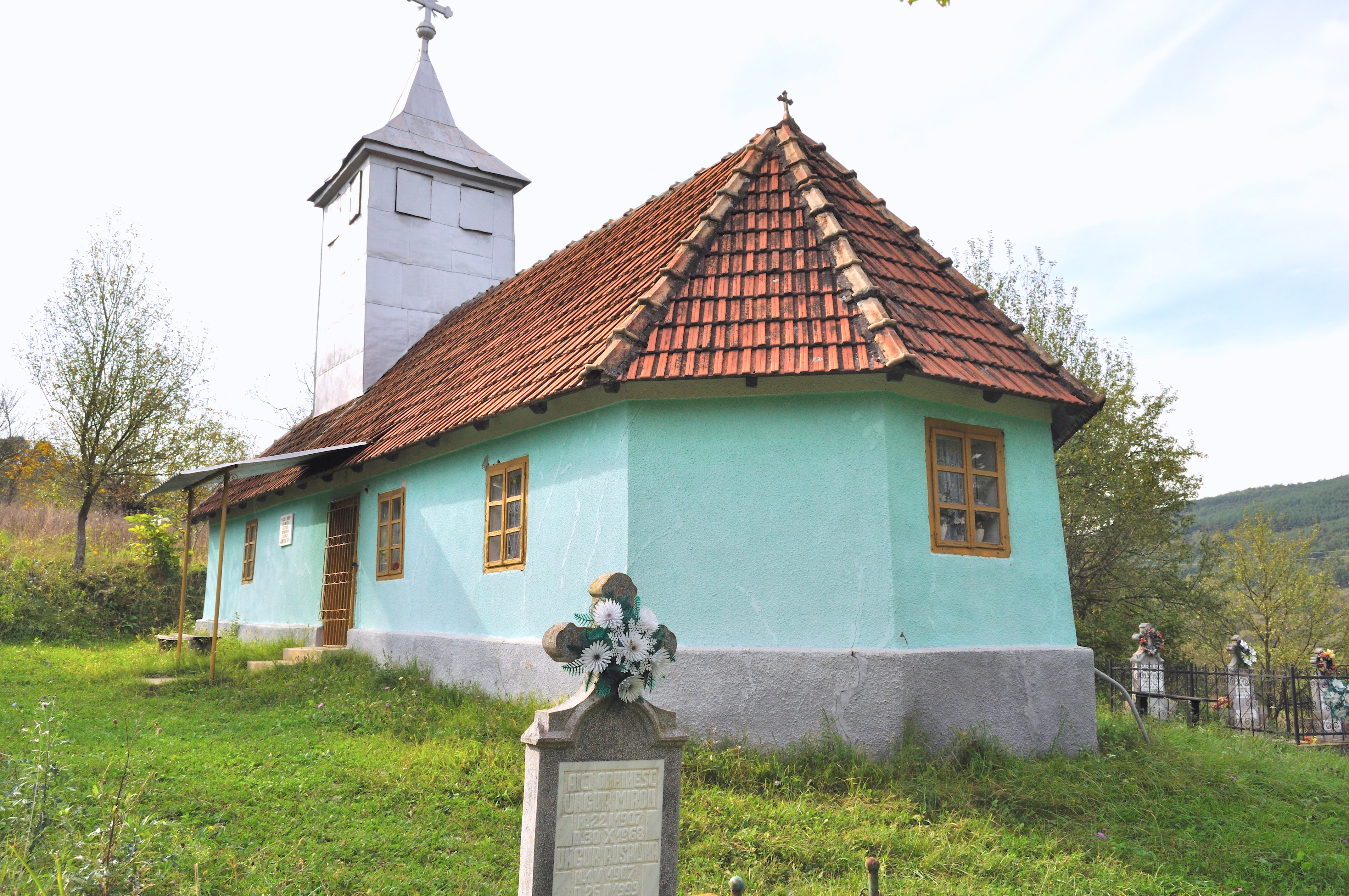
Biserica (sud-est)
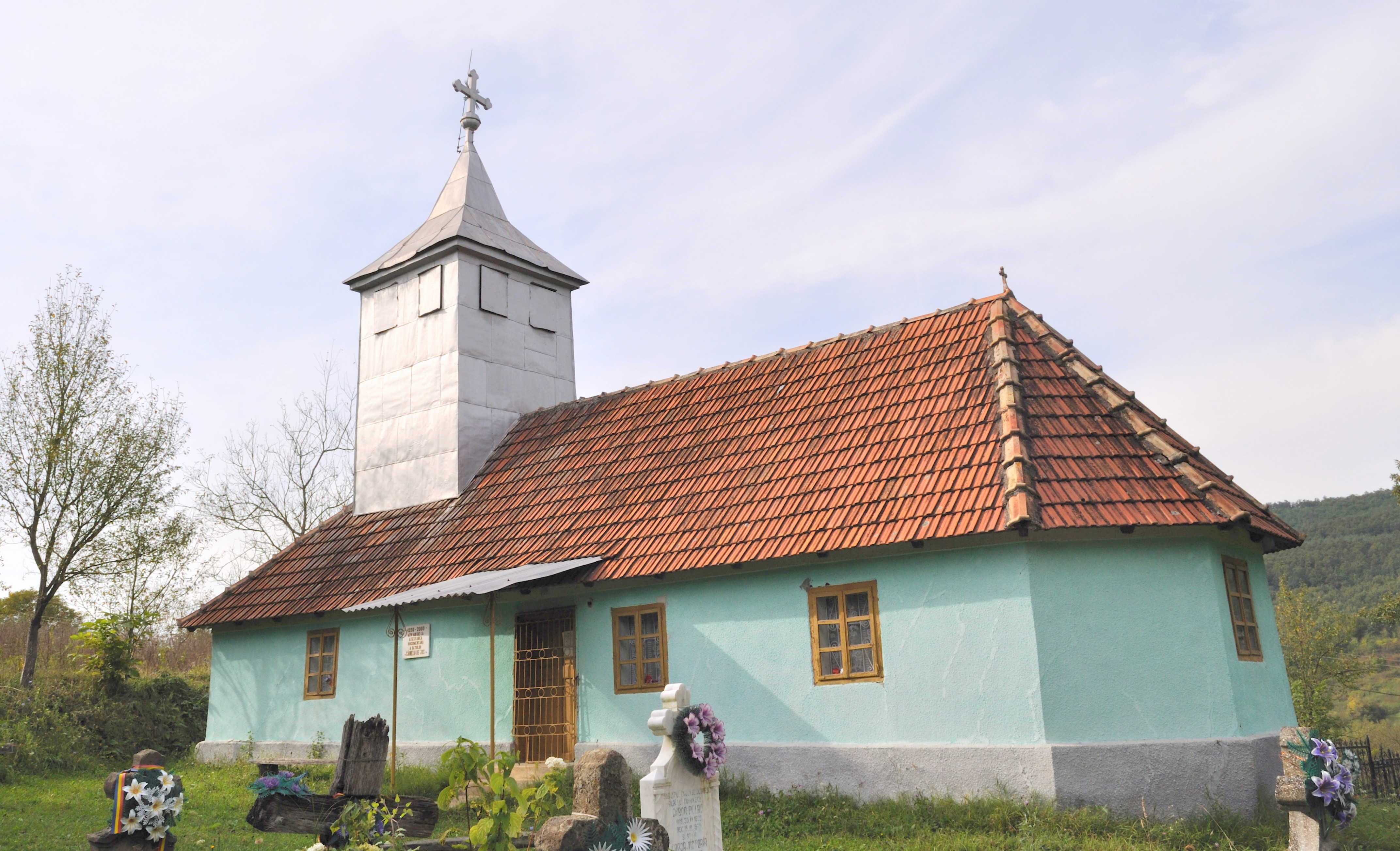
Biserica
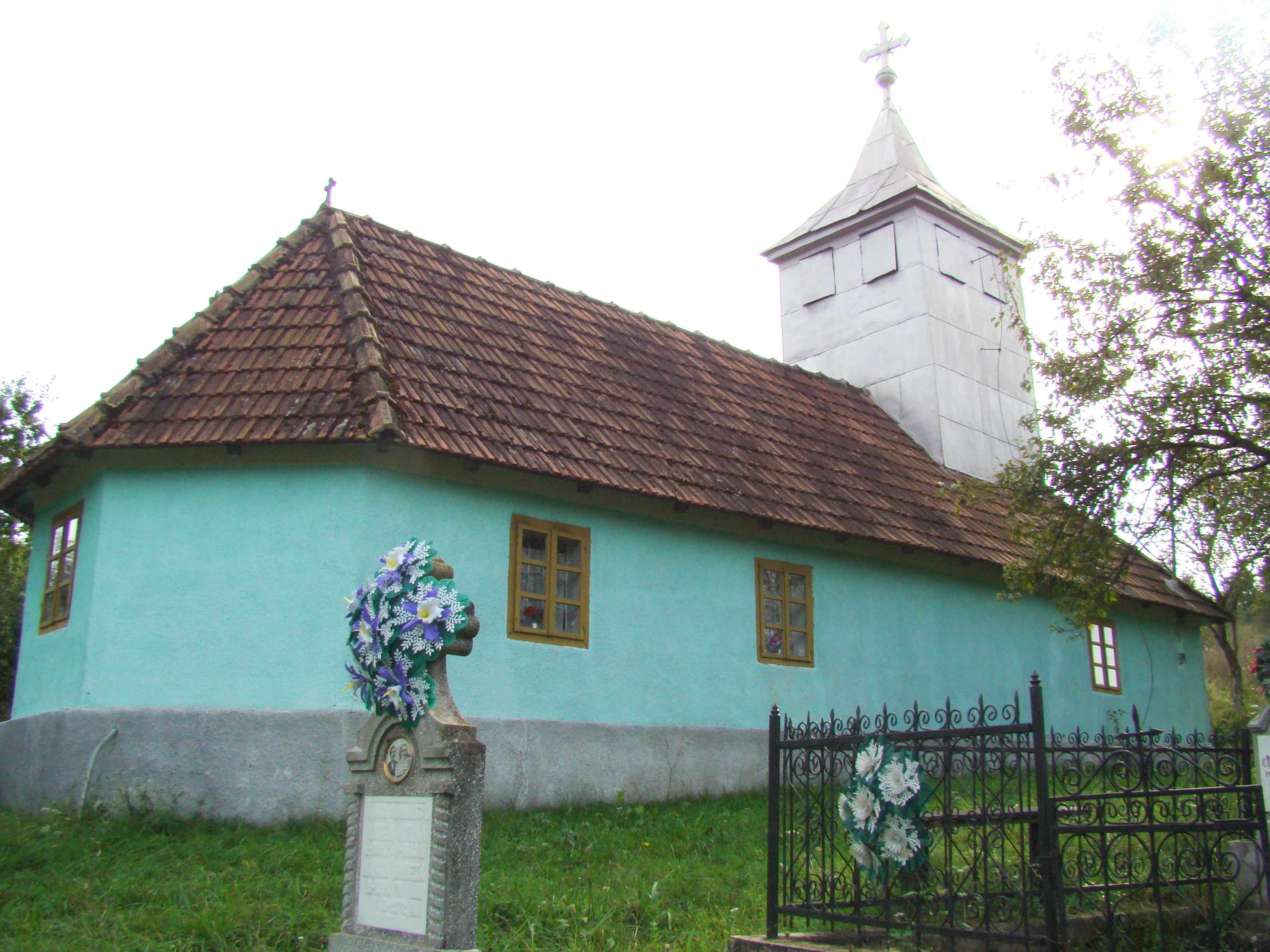
Biserica (nord-est)
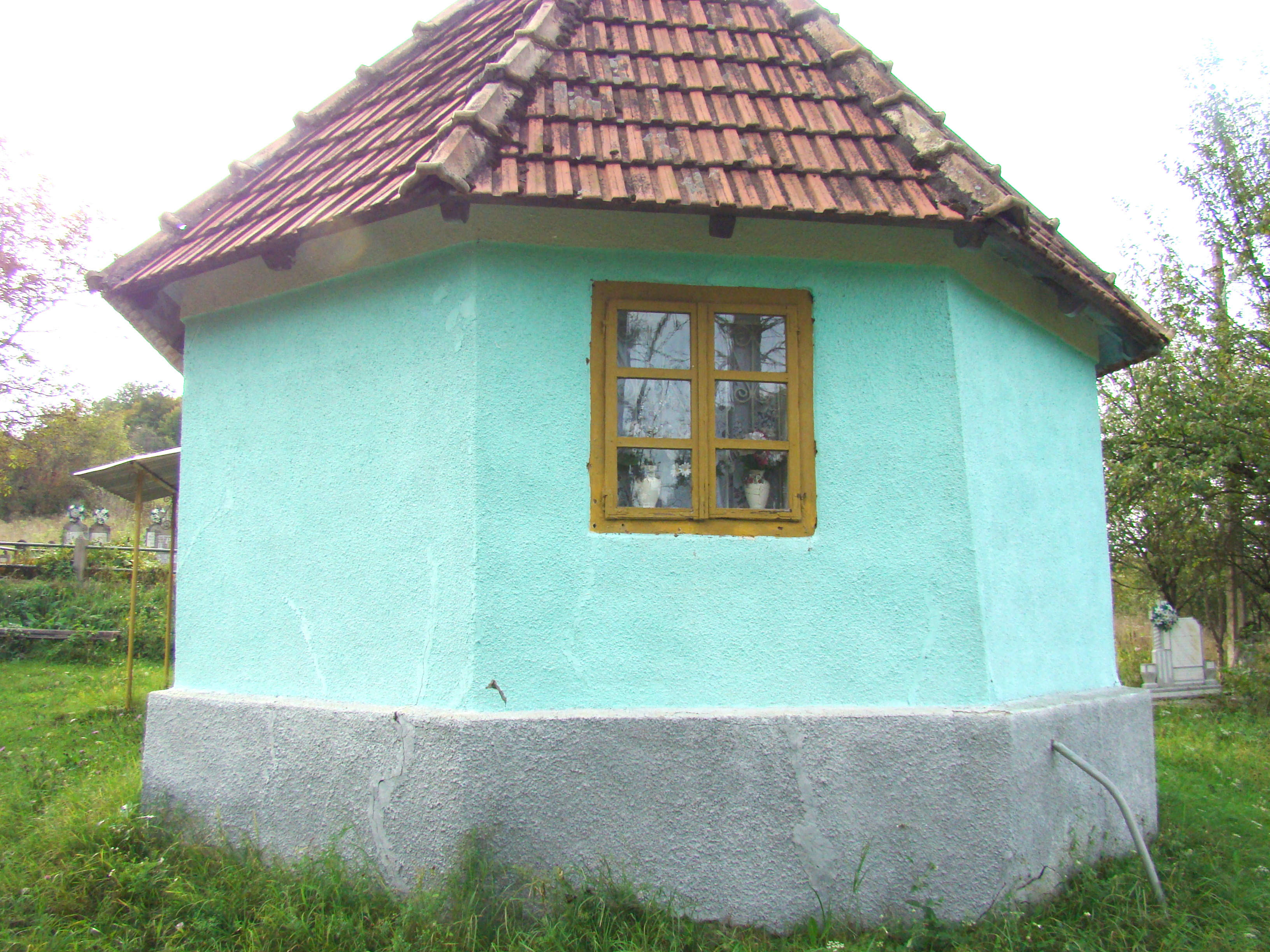
Absida altarului
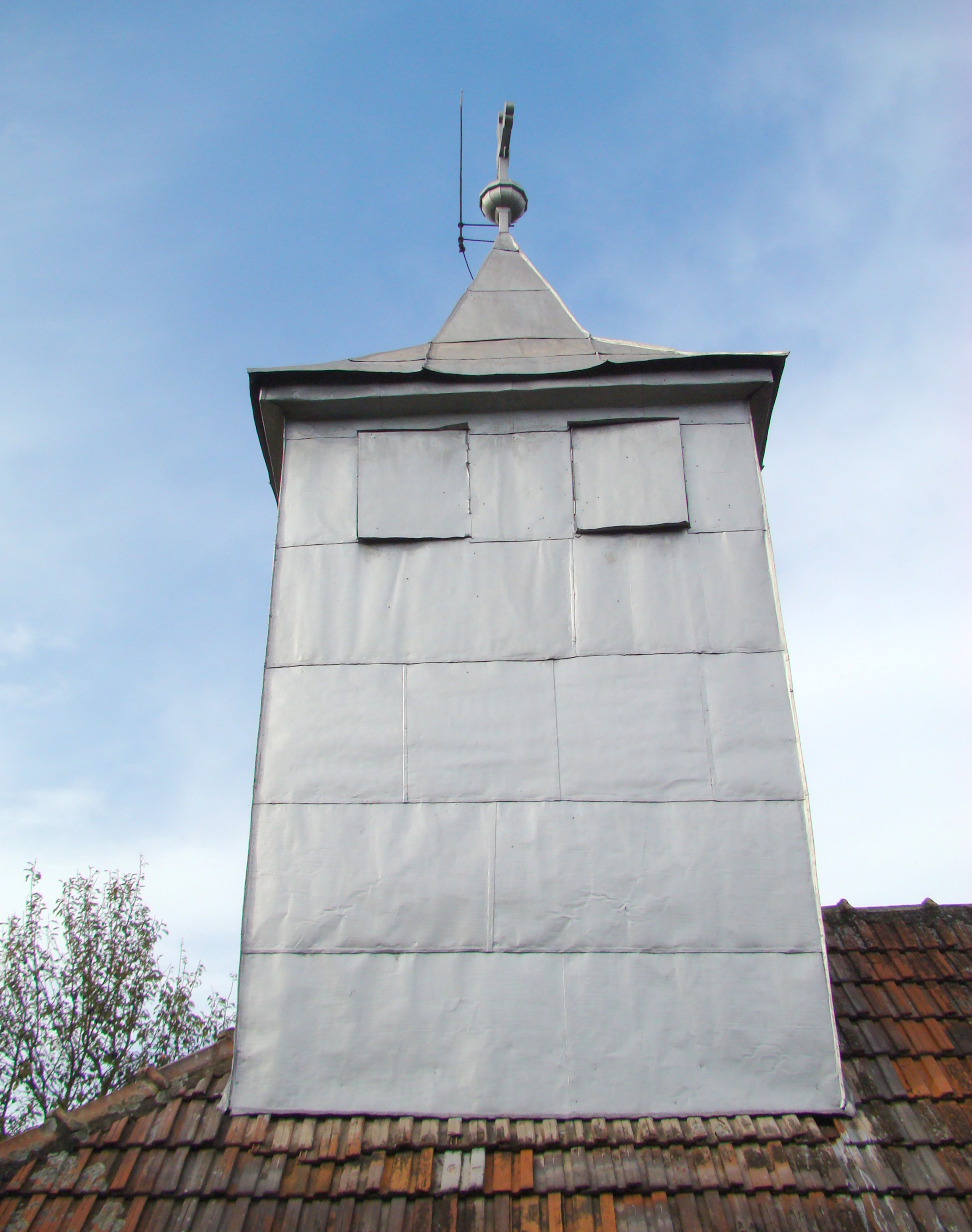
Turnul
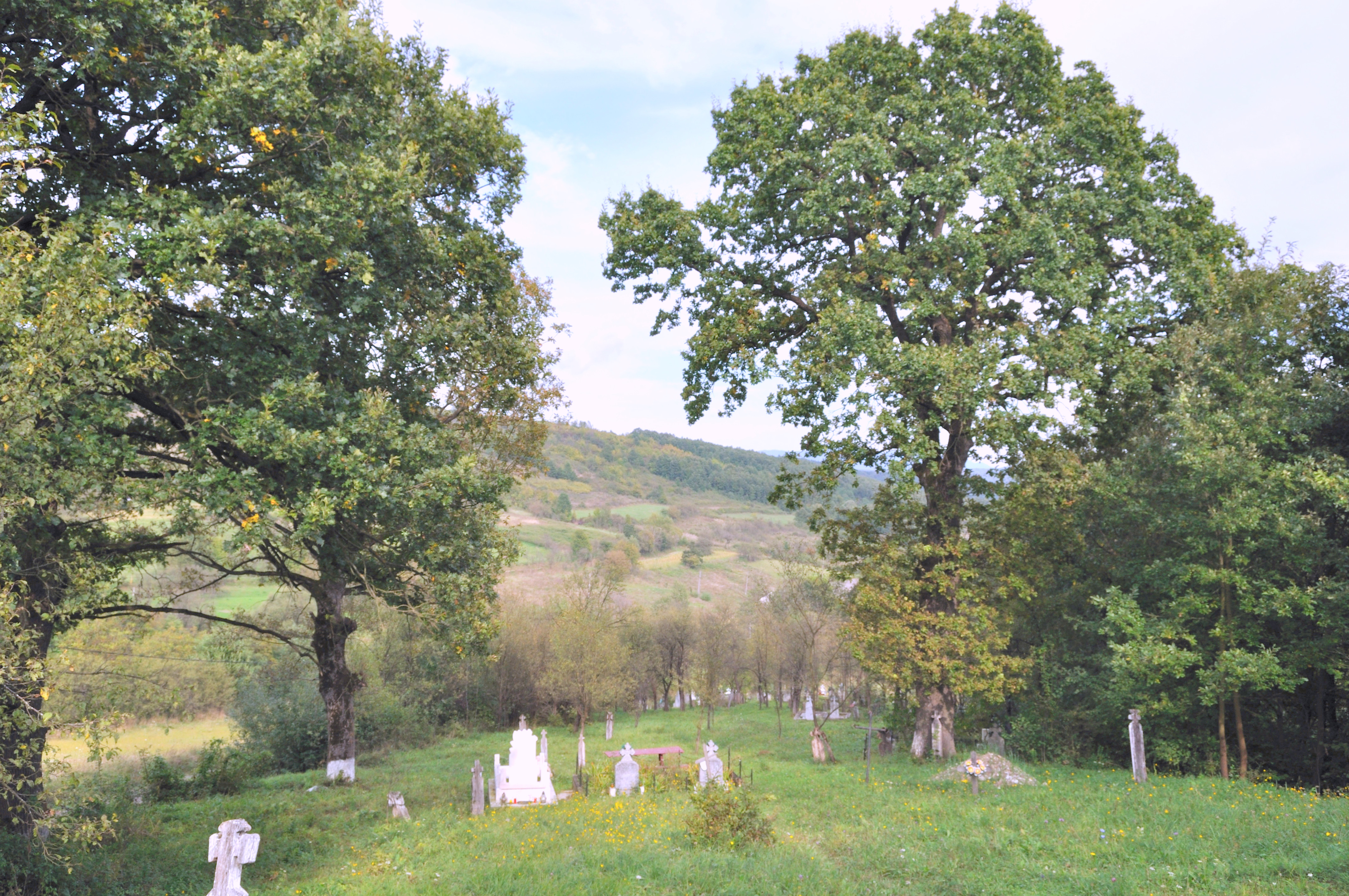
Cimitirul
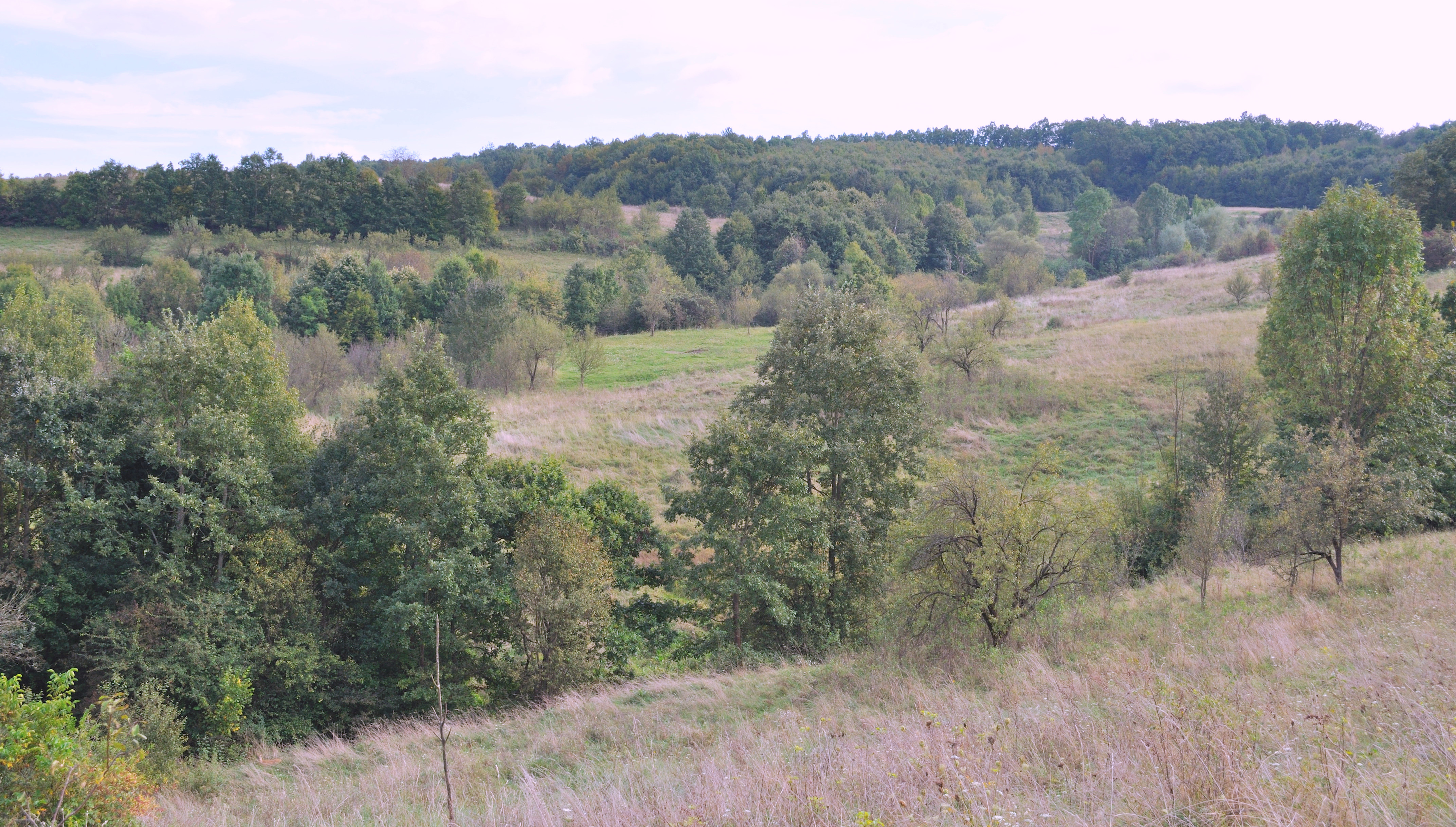
Împrejurimile bisericii